# أندريه بولدوك
أندريه بولدوك هو لاعب كرة قدم كندية كندي، ولد في 25 مارس 1971 في ألما في كندا.